# Osowa (rejon starowyżewski)
Osowa – dawny chutor na Ukrainie, w obwodzie wołyńskim, w rejonie kowelskim.
Miejscowość położona była na południowy wschód od wsi Czewel.
W II Rzeczypospolitej Osowa należała do gminy Siedliszcze w powiecie kowelskim, w województwie wołyńskim, na północ od uroczyska Osowa.
Do 2020 w rejonie starowyżewskim.